# Orane Ash
Orane Ash (né à Saint-Vincent-et-les-Grenadines à une date inconnue) est un joueur de football international vincentais, qui évoluait au poste de milieu de terrain.

## Biographie

### En équipe nationale
Orane Ash joue avec l'équipe de Saint-Vincent-et-les-Grenadines entre 1996 et 2000.
Il participe avec cette équipe à la Gold Cup 1996 organisée aux États-Unis. Lors de cette compétition, il joue deux matchs : contre le Mexique, et le Guatemala.